# Mafia Lufthavn
Mafia Lufthavn (IATA: MFA, ICAO: HTMA) er en lufthavn på Mafiaøen i det Indiske Ocean. Lufthavnen er ejet af Tanzanias regering. 
I 2013 blev landingsbanen renoveret, med hjælp fra USAs regering, igennem Millennium Challenge Corporation-programmet. 